# Société des bains de mer
Die Société des Bains de Mer et du Cercle des Etrangers à Monaco (SBM), deutsch etwa Gesellschaft der Seebäder und Fremdenzirkel Monacos, ist eine börsennotierte, staatlich kontrollierte Firma im Fürstentum Monaco, deren Hauptaktivitäten im Wirtschaftszweig der Kultur und des Tourismus liegen. Die Gesellschaft ist einer der führenden Akteure im europäischen Glücksspiel- und Casinogeschäft sowie auf dem Luxusimmobilien und -tourismusmarkt in Monaco.
Die Eigentümerschaft der Société des Bains de Mer besteht aus: der Regierung von Monaco (59,47 %), dem Milliardär Aaron Frenkel über Equity Finance & Investment Ltd. (7,8 %), dem LVMH-Konglomerat (UFIPAR SAS) (5 %) und GEG Investment Holdings (4,99 %).
Die wichtigsten, unter der Verwaltung der Gesellschaft stehenden Einrichtungen, umfassen die Opéra de Monaco, die Spielbank Monte Carlo und das Hôtel de Paris. Sie ist indirekt auch ein Haupteigentümer des Online-Glücksspielanbieters bet-at-home.com AG. Darüber hinaus hat die Gruppe Monte-Carlo Société des Bains de Mer in den letzten zehn Jahren ihr Immobilienleasinggeschäft ausgebaut.
Die SBM ist Monacos größter Arbeitgeber. SBM ist langjähriger Sponsor von Sportgroßveranstaltungen, insbesondere von prestigeträchtigen Veranstaltungen in Monaco. Dazu gehören die Partnerschaft mit dem AS Monaco Football Club, Veranstaltungen des Automobile Club de Monaco und die Teilnahme am Tennisturnier Monte Carlo Rolex Masters.

## Geschichte

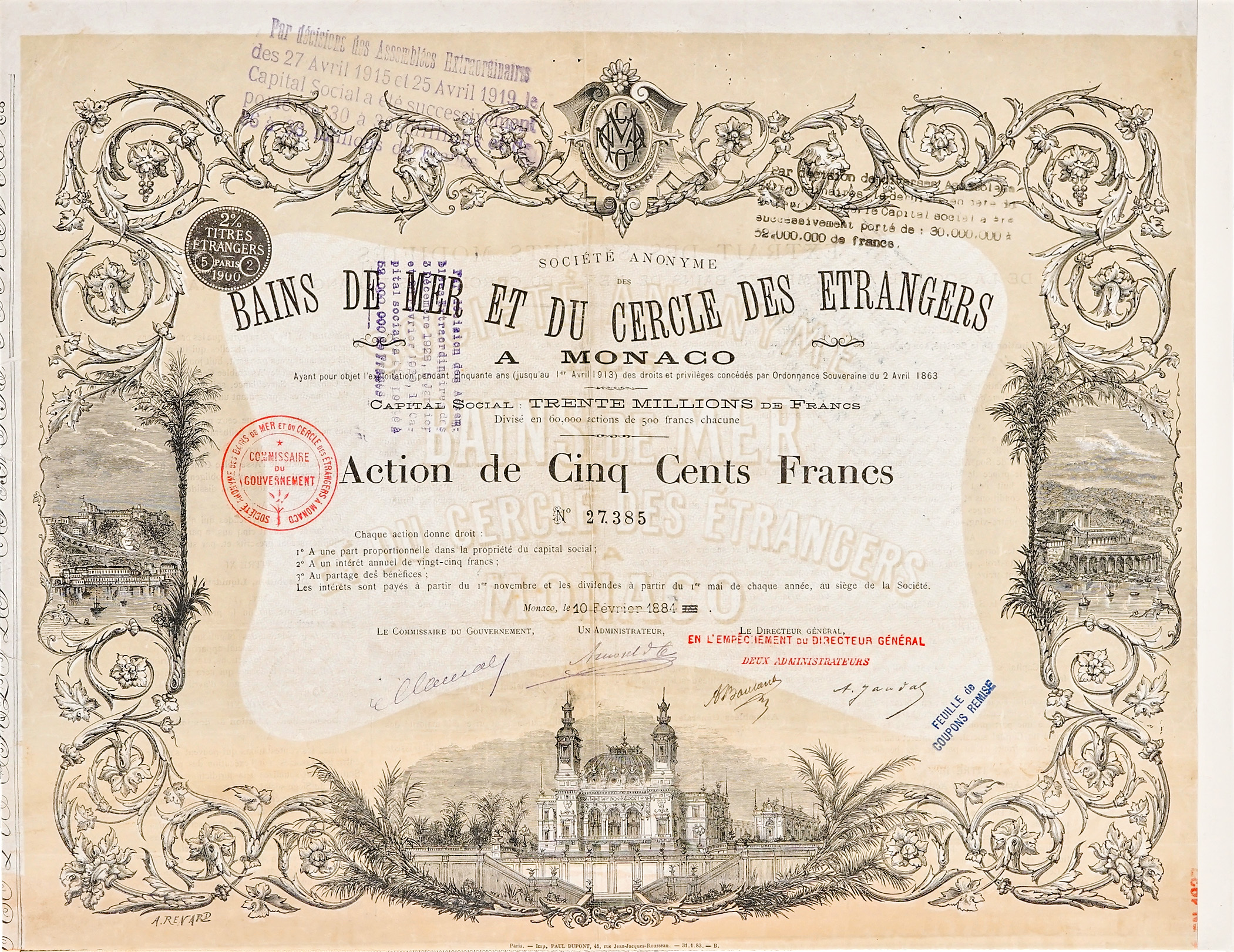
Aktie über 500 Francs der Société Anonyme de Bains de Mer et du Cercle des Étrangers à Monaco, Betreibergesellschaft der Spielbank Monte-Carlo, ausgestellt am 10. Februar 1884

SBM wurde am 2. April 1863 von Charles III, Fürst von Monaco, gegründet. Er überließ dem Geschäftsmann François Blanc für 1,7 Millionen Goldfranken das Privileg, 50 Jahre lang das Glücksspielmonopol im Fürstentum Monaco zu nutzen. Es bestand zunächst aus einem Kapital von acht Millionen Franken, aufgeteilt in 32 000 Aktien.
Ab dem Jahr 1953 besaß der griechisch-argentinische Multimillionär Aristoteles Onassis – zum Leidwesen des monegassischen Fürstenhauses – die Aktienmehrheit. Damit gehörten Onassis dort faktisch das Spielkasino und fast alle Luxushotels. Fürst Rainier von Monaco erhöhte kurzerhand das Kapital der Gesellschaft und dadurch seinen eigenen Anteil. 1966 eskalierten die jahrelangen Streitigkeiten zwischen Onassis und Rainier. Im September 1966 zog Onassis die Konsequenzen und verkaufte seine monegassischen Aktien.